# Вучко

Вучко, талисман Зимних Олимпийский Игр 1984

Вучко (сербохорв. Вучко / Vučko — «волчонок», ласк. от серб. Вучић «волчонок», от серб. Вук «волк») — официальный талисман XIV Зимних Олимпийских Игр 1984 года, проходивших в Сараево (Социалистическая Федеративная Республика Югославия на тот момент, сейчас столица Боснии и Герцеговины). Был избран на открытом конкурсе из шести кандидатов читателями крупнейших югославских газет. Создан словенским дизайнером-иллюстратором Йоже Тробецом.